# Leptostylopsis luteus
Leptostylopsis luteus es una especie de escarabajo longicornio del género Leptostylopsis, tribu Acanthocinini, familia Cerambycidae. Fue descrita científicamente por Dillon en 1956.

## Distribución
Se distribuye por Estados Unidos.

## Descripción
La especie mide 6,4 milímetros de longitud. El período de vuelo ocurre en el mes de octubre.